# Кротковы
Кротковы — русский дворянский род.
Происходит от Меньшого Андреевича Кроткова, который был пожалован поместьем в 1624 году.
Род этой фамилии был внесён Герольдией в VI часть дворянской родословной книги Московской и Самарской губерний Российской империи.

## Описание герба
Герб разделён на четыре части. В первой и четвёртой лазуревых частях на трёх зелёных холмах стоит с приподнятой правой передней ногой серебряный единорог с червлёными глазами и языком. Во второй и третьей золотых частях четыре лазуревые шестиконечные звезды (три в ряд, одна под ними). Под звездами лазуревый полумесяц вверх.
Щит увенчан дворянским коронованным шлемом. Нашлемник: пять страусовых перьев — среднее и крайние лазуревые, второе серебряное, четвёртое золотое. Намёт: справа лазуревый с серебром, слева лазуревый с золотом. Девиз: «НИЧТО МЕНЯ НЕ ПЕРЕМЕНИТ» золотыми буквами на лазуревой ленте. Щитодержатели: два вооруженных витязя. Герб рода Кротковых внесён в Часть 17 Общего гербовника дворянских родов Всероссийской империи, стр. 14.